# 斯奈山半岛

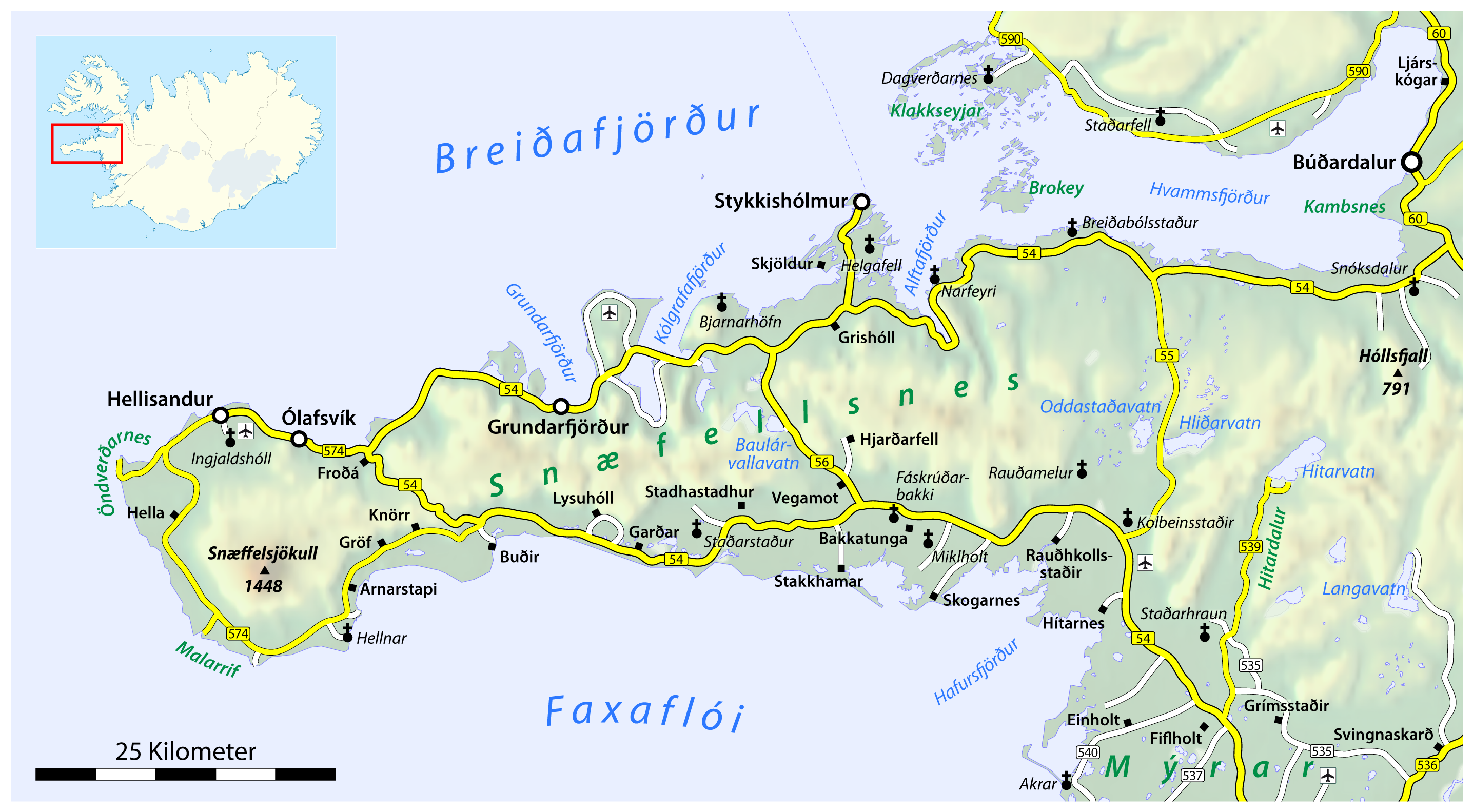
斯奈山半岛在冰岛的位置

斯奈山半岛位于冰岛西部，北临布雷扎湾和华姆斯峡湾，南濒法赫萨湾，长约90公里。斯奈山半岛景色壮丽，常被称为冰岛的缩影。半岛上的著名景点包括斯奈山冰盖和基尔丘山，半岛上有丰富的火山地貌，可见拔地而起的火山口、起伏不平的熔岩地貌，并且有多个美丽的海边小镇。